# 洛佐文卡
49°15′46″N 36°38′25″E / 49.26278°N 36.64028°E
洛佐文卡（烏克蘭語：Лозовенька）是位於烏克蘭東部的村莊，由哈爾科夫州伊久姆區的巴拉克利亚市镇負責管轄。該村始建於1730年，面積1.51平方公里，海拔高度130米，2001年人口602，人口密度每平方公里398.7人。